# 素里延塔鐵菩提
素里延塔鐵菩提（？—1709年），又譯索里炎他拉提博迪，即訕佩八世（สรรเพชญ์ที่ ๘），泰國阿瑜陀耶王朝國王，1703年至1709年在位。
素里延塔鐵菩提在即位前名叫鑾·素拉沙（หลวงสุรศักดิ์），他是帕碧罗阇的養子。他參與1688年暹羅革命，殺死王子蒙比。此時病重的那萊王已經無能為力，唯有咒罵碧罗阇和素拉沙。隨後，素拉沙將那萊王的兩個兄弟處決。
碧罗阇即位後，素拉沙被任命為副王，成為王位繼承人。1703年繼位。因為性格殘忍，獲得了帕昭·素（พระเจ้าเสือ，「老虎王」）的綽號。死後，其子泰沙繼位。
| 前任： 帕碧罗阇 | 泰国国王 | 继任： 泰沙 |